# Arizona State Route 74
Die Arizona State Route 74 ist eine State Route im US-Bundesstaat Arizona, die in Ost-West-Richtung verläuft.
Die State Route beginnt am U.S. Highway 60 bei Morristown und endet im Norden von Phoenix an der Interstate 17. Obwohl sie bis Cave Creek noch als AZ 74 ausgeschildert ist, gehört dieser Teil offiziell nicht zur State Route. Die Straße verbindet unter anderem den Lake Pleasant Regional Park mit der Interstate 17. Einige Abschnitte der Straße werden auch Morristown-New River Highway, Lake Pleasant Road und Carefree Highway genannt.